# John Forbes of Corse
John Forbes of Corse  (Corse, 2 mei 1593 – 29 april 1648) was een Schotse dominee en theoloog, een van de 'Aberdeen doctors',  bekend omwille van hun verzoenende benadering van godsdienstige en politieke problemen en voor hun oppositie tegenover de National Covenant.

## Levensloop
Forbes was de tweede zoon van Patrick Forbes, heer van Corse en bisschop van Aberdeen en van Lucretia Spens van Worminton House bij Fife. Hij begon zijn studies in 1607 aan King's College in Aberdeen.
In 1612 bracht hij in het Nederlandse Middelburg een bezoek aan zijn oom, de verbannen dominee John Forbes, en reisde door naar de Universiteit van Heidelberg (Duitsland), waar hij theologie studeerde bij David Pareus. In 1615 zette hij zijn studies verder in Sedan (Frankrijk) onder de leiding van zijn landgenoot Andrew Melville.
Nadat hij nog enkele universiteiten had opgezocht keerde hij naar Middelburg terug waar hij in april 1619 predikant werd.

## Hoogleraar in Aberdeen
Hetzelfde jaar trouwde hij met Soete Roosboom (1599-1640), de dochter van een Middelburgse magistraat en ze keerden naar Aberdeen terug, waar zijn vader ondertussen bisschop was geworden. Hij werd door hem gewijd en werd aangesteld als predikant in de Sint-Michielskerk. Het jaar daarop werd hij, dankzij een leerstoel die speciaal voor hem was opgericht, professor in de godgeleerdheid en in de geschiedenis van het christendom in King's College. In 1629 verscheen zijn eerste boek Irenicum Amatoribus Veritatis et Pacis in Ecclesia Scoticana, waarin hij op een gematigde toon de rechtsgeldigheid van het bisschoppelijk ambt verdedigde, evenals de innoverende vormen van eredienst die in 1618 waren goedgekeurd door de synode die in 1618 in Perth was gehouden.
Toen zijn vader overleed in 1635, en ook zijn oudere broer was overleden, werd hij eigenaar van de familiale eigendom en werd hij heer van Corse. Voor zijn vaders begrafenis schreef hij een sermoen, gepubliceerd onder de titel Dissertatio de Visione Beatifica, alsook verzen te zijner ere. Voor zijn ontspanning werd hij golfspeler. In februari 1637 nam hij deel aan activiteiten die tot doel hadden de plannen te bevorderen van John Durie om de hervormde en de lutherse kerken te verenigen. Tegelijk kwam hij op tegen de hervormingsplannen van koning Charles I voor de Church of Scotland en beschouwde de National Covenant als een onwettig verbond.

## Strijd en verbanning
In juli bezochten verschillende 'convenanters' Aberdeen, om er professoren en notabelen te winnen voor hun zaak. Samen met vijf andere theologen, stelde Forbes hen een vragenlijst ter hand betreffende de Covenant. Daarop volgde een schriftelijke discussie. De theologen argumenteerden dat de Covenant op zich onwettig was en inhield dat de voorstanders de bisschoppen en de beslissingen van de Synode van Perth afzwoeren, waaraan ze bij hun priesterwijding gehoorzaamheid hadden beloofd. Het mocht niet baten. Vanaf 1639 werd het onderschrijven van de Covenant verplichtend. Forbes werd onder druk gezet om zijn handtekening te plaatsen. Hij antwoordde echter dat hij onmogelijk iets kon goedkeuren dat door zijn geweten veroordeeld werd. Gevolg hieraan werd hem zijn professoraat ontnomen en werd hij verdreven uit zijn ambtswoning, hoewel het om zijn eigen Aberdeense woning ging die hij aan de universiteit had geschonken. De synode van Aberdeen diende een petitie in met het verzoek hem verder te laten doceren, maar dit werd geweigerd. De kerk was nu presbyteriaans geworden, maar hij bleef niettemin de goddelijke diensten bijwonen.
In 1643 werd de Solemn League and Covenant goedgekeurd door de algemene vergadering van de Kerk en door het Schotse parlement. Alle meerderjarige Schotten werden verplicht de covenant goed te keuren, op straf van confiscatie van hun goederen en op gevaar als vijand van God, koning en natie te worden gebrandmerkt. Forbes, die de 'solemn league' nog erger vond dan de nationale covenant, dacht er niet aan dit goed te keuren en vluchtte in 1644, samen met zijn zoon George (de enige van de negen kinderen die nog leefde) naar Veere. Forbes bezocht heel wat Nederlandse steden en tijdens een verblijf in Amsterdam bereidde hij zijn belangrijkste theologisch werk voor dat in 1645 verscheen onder de titel Instructiones historico-theologicae de doctrina Christiana, et vario rerum statu, ortisque erroribus et controversiis, jam inde a temporibus Apostolicis ad tempora usque seculi decimi-septimi priora.
Forbes preekte vaak in de Schotse en de Engelse kerken en nam ook vaak deel aan diensten in Hollandse of Franse kerken. In juli 1646 vertrok hij weer naar Aberdeen en ging zich opsluiten in zijn woning in Corse, waar hij alleen nog preekte voor zijn dienstpersoneel en zijn pachters. Twee jaar later overleed hij.
Zijn ganse houding en zijn geschriften waren in overeenstemming met het quiëtisme dat bij de 'episcopalians' overheerste en dat zich keerde tegen het strenge puritanisme van de calvinistische presbyterianen. Toen Forbes in zijn dagboek schreef Ik weet uit ervaring dat geloof niet uit onszelf komt, sloot hij nauw aan bij de overtuiging van de quiëtisten.
De theoloog Thomas Torrance (1913-2007) schreef over hem in zijn standaardwerk Scottish Theology: From John Knox to John McLeod Campbell : "Hij was een van de beste en geleerdste theologen in Schotland vanaf de Reformatie tot aan de 'Disruption' (1843)".

## Postume publicaties
- Een tweede uitgave van zijn Instructiones werd in 1680 in Genève gepubliceerd.
- Zijn volledige oeuvre, samengebracht door Georges Garden, werd in 1702-1703 in Amsterdam gepubliceerd.